# Élection pontificale de 1143
L'élection pontificale de 1143 se déroule le 26 septembre 1143, juste après la mort du pape Innocent II et aboutit à  l'élection du cardinal Guido di Castello qui devient le pape Célestin II.

## Élection de Célestin II
Le pape Innocent II décède le 24 septembre à Rome. Pendant les huit premières années de son pontificat, il fait face au schisme de 1130 avec Anaclet II (1130-1138), période qui prend finalement fin en mai 1138 avec l'abdication et la soumission d'Anaclet II à son successeur Victor IV (1138). Anaclet II est excommunié. Le deuxième concile du Latran en avril 1139 dépose tous les anciens évêques schismatiques. Cependant, malgré son triomphe sur l'antipape, les dernières années du pontificat d' Innocent II ne sont pas une réussite : les armées papales sont vaincues par le roi Roger II de Sicile, couronné par Anaclet II. Celui-ci demande la reconnaissance de son titre de la part d'Innocent II. Après la bataille perdue de Galluccio, le 22 juillet 1139 le pape est fait prisonnier par Roger II et est contraint de confirmer tous les privilèges accordés au roi par Anaclet II. Peu de temps après de nouveaux graves problèmes se posent à la ville de Rome. En 1143, peu avant la mort d'Innocent II, le peuple romain créé une municipalité commune qui rejette la règle séculaire de la papauté dans la Ville Éternelle. L'élection du successeur d'Innocent II a lieu à l'ombre de cette révolution municipale. Les cardinaux présents à Rome, se réunissent dans la basilique Saint-Jean-de-Latran et le 26 septembre 1143 vont élire le cardinal Guido del Castello de la basilique San Marco, qui avait précédemment servi comme légat apostolique d' Innocent II devant le roi Roger en 1137 et est le premier cardinal connu qui détient le titre de Magister. Il prend le nom de Célestin II et est consacré le même jour.

## Sources
- (en) Cet article est partiellement ou en totalité issu de l’article de Wikipédia en anglais intitulé « Papal election, 1143 » (voir la liste des auteurs).
- (en) Sede Vacante de 1143 - Université de Nothridge - État de Californie - John Paul Adams - 27 juin 2014